# Bambusa dolichoclada
Bambusa dolichoclada är en gräsart som beskrevs av Bunzo Hayata. Bambusa dolichoclada ingår i släktet Bambusa och familjen gräs.
Artens utbredningsområde är Taiwan. Inga underarter finns listade i Catalogue of Life.